# Egemen Bağış
Egemen Bağış (Bingöl, 1970. április 23. –) ellentmondásos személyiséggel rendelkező török politikus, miniszter Recep Tayyip Erdoğan kormányában, akit az európai uniós csatlakozásért felelős államminiszterré és főtárgyalóvá nevezték ki 2009. január 8-án, egyben Isztambul város parlamenti képviselője is (AKP).

## Életrajz
Családja a közeli Siirt tartományból származik, apja 1974–1979 között polgármester volt korábbi lakóhelyükön.
Humán erőforrás menedzsment (Bsc) és közigazgatási (Ma) tanulmányokat folytatott, mindkét végzettségét a City University of New York-on szerezte.
2006-ban megkapta az Olasz Köztársaság Érdemrendjének lovagi fokozatát, majd 2011-ben a parancsnoki fokozatot is.

## Hivatalos tisztségei
- A Török Nagy Nemzetgyűlés tagja (Isztambul képviseletében),
- a Török-Amerikai Interparlamentáris Választmány elnöke (ez kb. megfelel az amerikai kongresszusnak),
- az Isztambul 2010 Európa Kulturális Főváros projekt Tanácsadó Testület elnöke volt,
- a művészetek elkötelezett pártfogójaként két múzeum alapítója: egyik az isztambuli Modern Múzeum[2] és másik a Santral Iparművészeti Múzeum,[3] illetve a Siirt Szolidaritás Alapítvány tiszteletbeli igazgatósági tagja.

## Személye körüli ellentmondások

### A 2013-as törökországi tiltakozások kapcsán
E. Bağış a 2013. évi tüntetések résztvevőit kemény kritikával illette: "...mindenki, aki belép a Taksim térre, úgy kezelnek, mint egy terroristát."
A hivatalosan közzétett adatok, valamint az Amnesty International jelentéseinek ellenére E. Bağış azt állította, hogy "nincs állami erőszak Törökországban".
Ugyanebben a nyilatkozatban azt állította, hogy "Törökország a legnagyobb reformista és legerősebb európai kormányzat, és a legkarizmatikusabb és legerősebb vezető szerepet tölti be a világon. Ha valakinek problémája van ezzel, akkor én ezt igazán sajnálom. Kizárólag azok számára, akik úgy érzik, hogy túlterhelt a vezetés, Erdoğan miniszterelnök a probléma. "
A német külügyminisztérium behívatta a török nagykövetet és tiltakozott E. Bağış vádjai kapcsán, miszerint Angela Merkel szövetségi kancellár belpolitikai előnyszerzés céljából bírálta Törökország fellépését az EU-tagsággal járó tárgyalások során, de a német választások előtt; mondván "túl erős" Törökország, és aki személyesen ellenzi Törökország csatlakozását az Európai Unióhoz.

### Kijelentései miatti botrányok
Svájci ügyészek vizsgálták E. Bağış kijelentését, melyet Davosban, a 2012-es Világgazdasági Fórum után tett, miszerint: 1915-ben az örmény népirtás nem történt meg.
2013 januárjában E. Bağış újabb kiszólásáról híresült el: Svédországban az első világháborús asszír népirtást elismerte a svéd parlament és ezt hasonlította össze a maszturbációval.
Később bocsánatot kért a korábbi megjegyzései miatt.

### A 2013-as korrupciós botrány
2013. december 17-én kitört korrupciós botrány következtében december 25-én este lemondott hivataláról.

### Magánélete
Nős, 2 gyermeke van.

## Fordítás
- Ez a szócikk részben vagy egészben  az   Egemen Bağış című török Wikipédia-szócikk fordításán alapul.  Az eredeti cikk szerkesztőit annak laptörténete sorolja fel. Ez a jelzés csupán a megfogalmazás eredetét és a szerzői jogokat jelzi, nem szolgál a cikkben szereplő információk forrásmegjelöléseként.
- Ez a szócikk részben vagy egészben  az   Egemen Bağış című angol Wikipédia-szócikk fordításán alapul.  Az eredeti cikk szerkesztőit annak laptörténete sorolja fel. Ez a jelzés csupán a megfogalmazás eredetét és a szerzői jogokat jelzi, nem szolgál a cikkben szereplő információk forrásmegjelöléseként.